# Río Andoga
El Andoga (en ruso: Андога) es un río que se encuentra en los distritos de Belozersky, Kaduyusky y Cherepovetsky del óblast de Vólogda, en Rusia. Es un afluente izquierdo del Suda. Su longitud es de 142 kilómetros y la superficie de su cuenca es de 3.760 kilómetros cuadrados. Los principales afluentes del Andoga son el Shulma (izquierda), el Miga (derecha) y el Vizma (izquierda).
El Andoga nace en la parte occidental del lago de Andozero. El río fluye en dirección sur por una zona llana y pantanosa. Cerca de la desembocadura del Shulma hay varios pueblos a orillas del Andoga, entre ellos Novoye y Nikolskoye. Aguas abajo de estos pueblos, una carretera sigue la orilla izquierda del río, desviándose finalmente hacia el suroeste hasta Kaduy. En el curso más bajo, un corto tramo del Andoga entra en el distrito de Cherepovetsky. La desembocadura del Andoga se encuentra en la aldea de Andogsky, varios kilómetros al norte del asentamiento de tipo urbano de Khokhlovo.
En el siglo XVI el Andoga destacaba por la pesca, y la lucioperca del Andoga se enviaba al Zar. Al mismo tiempo, aparecieron los primeros asentamientos regulares. La zona que ahora es el distrito de Kaduyusky se denominaba entonces Andogsky Stan.

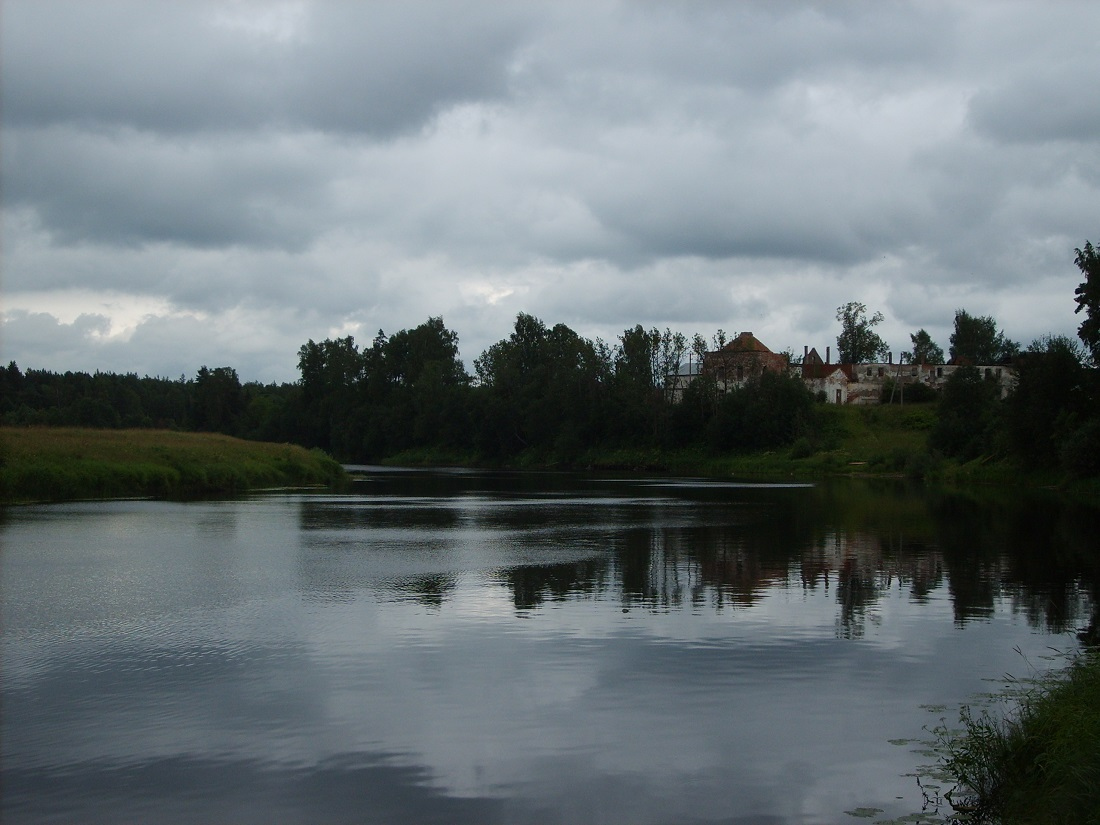
Vista del Andoga, distrito de Kaduyusky